# Destruction Bay
Destruction Bay é uma pequena comunidade na Alaska Highway, próxima ao lago Kluane no território canadense de Yukon. A população em 2001, de acordo com o censo canadense, era  de apenas 43 habitantes. A população subiu para 55 habitantes no Censo de 2006. Mais recentemente, a população de Destruction Bay em 2011 caiu para 35 pessoas.
Habitada na sua maioria por residentes não-aborígenes, os moradores da comunidade fornecem serviços governamentais do Yukon aos moradores da área (escola e manutenção de rodovias), incluindo a comunidade Burwash Landing e alguns negócios relacionados ao turismo ao longo da Rodovia do Alasca (Alaska Highway). O nome é derivado do vento que sopra para baixo das estruturas erigidas pelos militares durante a construção da estrada em 1942 e 1943.
A comunidade tem uma escola formada por apenas uma sala, e assim servindo de jardim de infância até a oitava série.

## Ligações Externas
- Community Profile
- The Canadian Encyclopedia
- Hotels on Yellow Pages
- MapQuest
- AccuWeather
- RV Park Reviews